# Henri-Julien de Grimoüard de Saint-Laurent
Henri-Julien de Grimoüard de Saint-Laurent, né le 11 juillet 1814 à Vouvant en Vendée et mort le 9 octobre 1885 au Château de la Loge à Saint-Laurent-de-la-Salle en Vendée à l'âge de 71 ans, est un historien de l'art et écrivain français.

## Biographie
Il se marie le 23 mai 1842 à Poitiers avec Marie Louise Catherine Renée Yolande de La Haye-Monbault qui est née à Poitiers le 19 octobre 1815 et morte le 12 novembre 1885 au Château de la Loge à Saint-Laurent-de-la-Salle à l'age de 70 ans.
Il a été nommé commandeur de l'ordre de Pie IX et est l'auteur de plusieurs livres tels que : Guide de l'art chrétien et Manuel de l'art chrétien.
Il a été membre de la Société littéraire, artistique et archéologique de la Vendée de 1882 à sa mort en 1885 et a collaboré à sa Revue.

## Publications
- Guide de l'art chrétien : études d'esthétique et d'iconographie, 4 tomes, Paris, Didron, 1872-1875 t. I sur Gallica ; t. II sur Gallica ; t. III sur Gallica ; t. IV sur Gallica
- Manuel de l'art chrétien, Paris, Houdin, 1878 lire en ligne sur Gallica